# Johann Brenck
Johann Brenck (auch Johannes Brenck; * 5. Juni 1604 in Windsheim; † 5. November 1674 in Bayreuth) war Schreiner und Holzschnitzer. Er war Mitglied der Bildschnitzerfamilie Brenck, deren Arbeiten sich in vielen Territorien des Fränkischen Reichskreises erhalten haben.

## Leben

### In Windsheim
Johann Brenck wurde am 8. Juli 1593 als zweitältestes Kind des Ehepaares Georg Brenck dem Älteren und Eva, geborene Grasser in der Reichsstadt Windsheim geboren. Der Vater war als Holzschnitzer tätig und hatte ein Jahr zuvor mit der Ausbildung eines Lehrjungen begonnen, was die Existenz einer Werkstatt im Stadtgebiet von Windsheim voraussetzte. Die Familie lebte in einem Haus in der Windsheimer Seegasse, das der Vater erst 1593 erworben hatte. Johann Brenck, der bald Hans genannt wurde, wuchs mit insgesamt sechs Geschwistern auf, von denen der ältere Bruder Georg der Jüngere selbst zu einem Holzschnitzer in Windsheim aufsteigen sollte.
Johann wurde an Ostern 1616 zusammen mit dem Sohn eines Windsheimer Ratsherren, Hans Fueger, zur Ausbildung als Schreiner in der Werkstatt seines Vaters zugelassen. Der ältere Georg war bereits Teil der Werkstatt, sodass die Brüder gemeinsam unterrichtet wurden. Nach fünf Jahren hatte Johann seine Ausbildung abgeschlossen und wurde im Jahr 1621, wiederum an Ostern, freigesprochen. Brenck und Fueger waren die letzten beide Lehrjungen des Älteren Georg . Johann ging wohl auf Wanderschaft, die allerdings in den Quellen nicht nachweisbar ist. Der Vater beendete in den folgenden Jahren langsam seine Tätigkeit und die Söhne übernahmen größere Arbeiten.
In Windsheim sind kaum Arbeiten Johanns nachgewiesen. Stattdessen ehelichte er 5. September 1626 Anna Maria Strigel aus Lauingen an der Donau. Er hatte sich also in Richtung der bayerischen Gebiete orientiert und seine Heimatstadt verlassen. Strigel war die Tochter des Bürgermeisters Melchior Strigel. Die Verbindung verdeutlicht das hohe Ansehen, das die Werkstatt Brenck in Windsheim und weit über die Reichsstadt hinaus gewonnen hatte. Am 4. April 1627 erfolgte die Bürgeraufnahme des Bildschnitzers in Windsheim. Wahrscheinlich besaß Johann zu diesem Zeitpunkt bereits die Meisterwürde.
Obwohl Johann als der talentiertere der beiden Brenck-Söhne gilt, sind nur wenige Werke in Windsheim nachweisbar. Zusammen mit seinem Bruder schuf er auch nach dem Tod des Vaters im Jahr 1635 mehrere Epitaphien, die teilweise auch monografisch bezeichnet wurden. Johann führte außerdem selbstständig Reparaturarbeiten an einzelnen Werken in Windsheim durch. So besserte er die Altäre der Seekapelle aus. Am 19. August 1634 starb die Ehefrau Maria, noch im gleichen Jahr folgte ihr der Erstgeborene Sohn nach. Erst am 21. Februar 1637 heiratete Johann Brenck erneut. Ehefrau war die Kürschnerstochter und Witwe des Kupferschmieds Veit Gilg, Ursula Kraft.

### Coburg, Kulmbach, Bayreuth
In den folgenden Jahren ist Johann Brenck in den Quellen nicht mehr auffindbar. In der Literatur wird sein Weggang nach Coburg vermutet, das von den Kriegsereignissen im Dreißigjährigen Krieg weit stärker betroffen war als Windsheim und deshalb mehr Arbeitsmöglichkeiten bot. Lediglich indirekt ist Brenck in einem Rechnungsbuch der Kulmbacher Petrikirche mit Coburg in Verbindung gebracht. Zusammen mit seinem Gesellen Hans Georg Schlehendorn, Sohn des Coburger Hofschreiners Hans Schlehendorn, wurde er als „beede von Coburg“ genannt. Daneben wurde er 1644 als Trauzeuge erwähnt. Arbeiten in Coburg selbst konnten nicht nachgewiesen werden.
Ende Oktober 1644 verließ Brenck zusammen mit Hans Schlehendorn Coburg in Richtung Kulmbach. Zwischen 1644 und 1649 erneuerten die beiden in Altenburg den Fürstenstuhl. 1645 wurde auch der Sohn Schlehendorns in Kulmbach geboren, Brenck trat als Taufpate auf. Eventuell nutzten die beiden Holzschnitzer das nach dem Tod des Abraham Graß entstandene, künstlerische Vakuum in der Stadt. Als erste größere Arbeit ist in Kulmbach die Erneuerung der Kanzel in der Petrikirche zu nennen. Anschließend nahm sich Brenck auch des Taufsteins an. Markgraf Christian zu Brandenburg beauftragte Brenck anschließend mit dem Bau des Hochaltarretabels in Kulmbach.
Hans Schlehendorn wurde im Jahr 1654 zum Kulmbacher Bürger, Brenck blieb auch in den folgenden Jahren lediglich „Inwohner“ Kulmbachs und behielt weiterhin das Windsheimer Bürgerrecht. Die beiden Bildhauer blieben allerdings noch bis Ende der 1650er Jahre in einer Werkstattgemeinschaft verbunden. Zusammen schufen sie unter anderem den Zinsfelder Brunnen in Kulmbach. In den folgenden Jahren überflügelte Schlehendorn seinen alten Meister wohl und wurde vermehrt allein für verschiedene Auftraggeber tätig. Im Jahr 1661 starb Brencks zweite Frau, ein Jahr später heiratete er mit Margareta Pfeiffer eine Glasertochter aus Selb. 
Irgendwann in den 1660er Jahren zog Johann Brenck nach Bayreuth um. Grund hierfür war der Auftrag des Markgrafen zur Ausstattung der dortigen Schlosskapelle. Am 19. September 1671 wurde Brenck bereits als Bayreuther Bildhauer bezeichnet. Johann Brenck wurde in Bayreuth auch direkt als Hofbildhauer angesprochen. In Bayreuth starb Johann Brenck am 5. November 1674 als „fürstlich brandenburgischer Hofbildhauer“ mit 71 Jahren und wurde in der Stadtkirche bestattet. Die Familientradition führte der aus der ersten Ehe stammende Johann Georg Brenck weiter, der ebenfalls Holzschnitzer wurde. Die Bayreuther Werkstatt übernahm der aus Ulm stammende Georg Wieshack.

## Ehen und Familie
Brenck heiratete insgesamt dreimal. Am 5. September 1626 ehelichte er Anna Maria Strigel aus Lauingen an der Donau. Sie war die Tochter des Lauinger Bürgermeisters Melchior Strigel. Anna Maria starb bereits am 19. August 1634 in Windsheim. Eventuell stand ihr Tod mit den Kriegsgeschehen des Dreißigjährigen Krieges in Windsheim in Verbindung. Aus der Ehe gingen drei Kinder hervor, darunter der Werkstattnachfolger Johann (Hans) Georg Brenck. 
- Johann Martin, * 9. September 1628 in Windsheim, † 16. Oktober 1634 in Windsheim
- Margaretha Susanna, * 14. Januar 1630 in Windsheim, † 11. November 1632 in Windsheim
- Johann (Hans) Georg, * 7. Juni 1632 in Windsheim, † 18. November 1697 in Kulmbach

Nach dem Tod der ersten Ehefrau ging Brenck eine neue Ehe ein. Am 21. Februar 1637 heiratete Johann Brenck die Windsheimer Kürschnerstochter und Witwe des Kupferschmieds Veit Gilg, Ursula Kraft. Ursula zog mit Brenck nach Coburg und Kulmbach und starb am 18. April 1661 in Kulmbach. Die Ehe blieb kinderlos. Ein Jahr später, am 13. Mai 1662, heiratete er mit Margareta Pfeiffer eine Glasertochter aus Selb. Unter den Kindern aus dieser Ehe war der lutherische Pfarrer Martin Caspar Brenck.
- Martin Caspar, * 9. April 1664 in Kulmbach, † 14. Juni 1726 in Roth bzw. Nürnberg
- Tobias, * 28. Mai 1666 in Kulmbach, † 18. August 1666 in Kulmbach
- Elias, * 16. Juli 1667 in Kulmbach, † 1. September 1668 in Kulmbach[4]

## Werke (Auswahl)

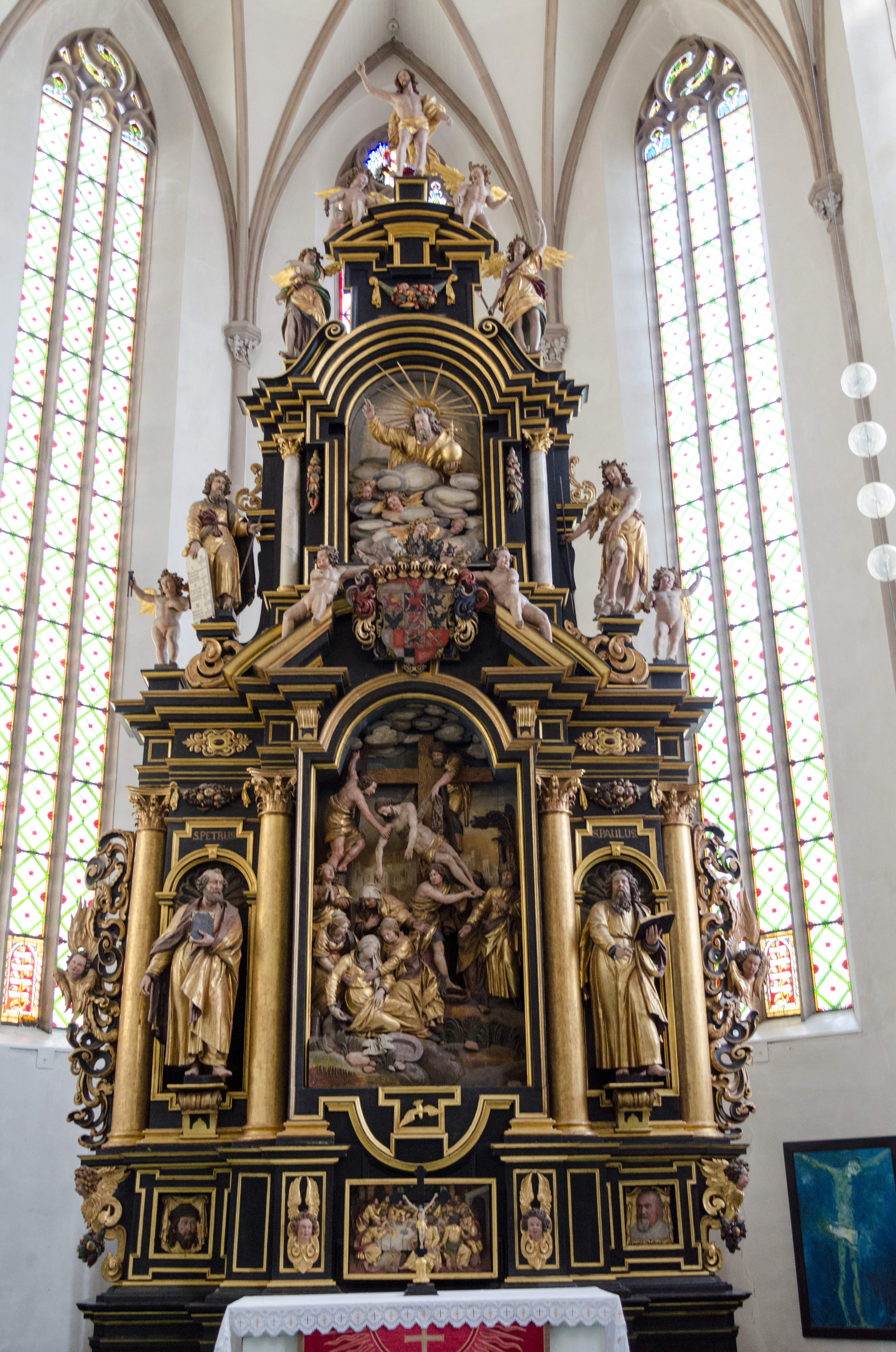
Hochaltar in der Petrikirche in Kulmbach

- 1645 (mit Hans Georg Schlehendorn): Kanzel, Petrikirche in Kulmbach
- 1645 (mit Hans Georg Schlehendorn): Taufstein, Petrikirche in Kulmbach
- 1647–1652 (mit Hans Georg Schlehendorn): Hochaltar, Petrikirche in Kulmbach
- 1654 (mit Hans Georg Schlehendorn): Ehrensäule, Kronach
- 1660: Zinsfelderbrunnen, Kulmbach
- 1665: Altarretabel, St. Johannes der Täufer in Kronach
- Altarretabel, in Gesees